# Красный, Пинхос Абрамович
Пи́нхос Абра́мович Кра́сный (1886, Софиевка, Каневский уезд, Киевская губерния — 1941, Киев) — министр по еврейским делам в Директории УНР. Один из лидеров еврейской общины Украины в годы Гражданской войны.

## Биография
Родился в семье владельца керосинового склада в Казатине. В 1905—1908 гг. – член партии «Бунд», в 1906—1907 гг. — член Одесского комитета «Бунд», до 1920 г. — член ЦК Еврейской народной партии (идише фолкспартей), был одним из организаторов этой партии в Бердичеве.
В 1917 году был выбран гласным Бердичевского уездного и Киевского губернского земств, впоследствии стал заместителем председателя Бердичевской уездной земской управы. Член Украинской Центральной рады. Один из организаторов еврейских школ на территории Украины в годы Гражданской войны.
В апреле 1919 — октябре 1920 гг. — министр по еврейским делам правительства УНР. Один из инициаторов принятия постановления о создании чрезвычайной государственной комиссии по расследованию еврейских погромов и привлечению виновных к уголовной ответственности.
15 июня 1919 Совет народных министров УНР, заслушав доклад Пинхоса Красного о распространении погромной литературы, поручил министру внутренних дел и военному министру принять меры к обеспечению спокойствия. На следующий день было решено пересмотреть законы, карающие за погромную агитацию и организацию погромов, с тем чтобы ужесточить наказания за эти преступления. Министрам внутренних дел, военному, юстиции, прессы и информации было поручено разработать государственный план борьбы с погромной агитацией и немедленно провести его в жизнь. Министру по еврейским делам было предоставлено право назначать специальных представителей при инспекторах войсковых частей украинской армии. Впрочем все это происходило в момент, когда правительство УНР не контролировало практически ничего, кроме клочка территории у Збруча. То есть все документы имели виртуальный характер.
В «Открытом письме генерал-прокурору Французской республики», последний министр по еврейским делам Украинской Народной Республики писал:
«Вам — я думаю — не безизвестно, что, в связи с этим процессом, по поручению французской Лиги прав человека приезжал прошлым летом на Украину ваш соотечественник — журналист Бернар Лекаш. Он на месте хотел ознакомиться с ужасными последствиями еврейских погромов, собрать к предстоящему процессу достоверные материалы. Во время своего пребывания в Харькове он посетил меня и сделал мне от имени защиты Шварцбарда предложение, не соглашусь ли я поехать, на вызов французского суда, в Париж, дабы дать, как бывшему в своё время министру по еврейским делам на Украине, свои свидетельские показания во время слушания дела.»
В конце 1920 г. вместе с правительством УНР эмигрировал в Польшу, продолжал занимать должность министра по еврейским делам. Проживал в Тарнове, Львове и Варшаве, занимался литературной деятельностью. За критику польских властей в январе 1925 г. был арестован и через несколько месяцев был депортирован в СССР. Проживал в Харькове, работал в «Укржилсоюзе», впоследствии продолжил литературный труд. В 1928 году издал в Харькове книгу «Трагедия украинского еврейства (к процессу Шварцбарда)», где обвинил Симона Петлюру в организации еврейских погромов.
28 февраля 1938 г. был арестован в Харькове по обвинению в создании и руководстве «антисоветской сионистской террористической организацией». 9–11 мая 1939 г. на заседании военного трибунала Киевского особого военного округа отказался от предварительных показаний и заявил о пытках сотрудниками УНКВД по Харьковской области. Однако был приговорён к 10 годам тюремного заключения. 21 ноября 1939 г. уголовное дело в отношении Красного было приостановлено из-за его психической болезни.
Предположительно погиб вместе с другими пациентами психбольницы в октябре 1941 года во время нацистской оккупации г. Киева.
Реабилитирован прокуратурой Харьковской области 28 июля 1993 года.

## Публикации
Пинхос Красный. Трагедия украинского еврейства: К процессу Шварцбарда / Пинхос Красный. — Харьков: Государственное Издательство Украины, 1928. — 73 c.